# كريستيان يونت
كريستيان يونت (بالإنجليزية: Christian Yount)‏ هو لاعب كرة قدم أمريكية أمريكي، ولد في 8 يوليو 1988 في سان بدروس ‏ في الولايات المتحدة.

## وصلات خارجية
- كريستيان يونت على موقع مرجع كرة القدم المحترفة.كوم (الإنجليزية)